# Чемпионат России по международным шашкам среди мужчин 2013
Чемпионат России по международным шашкам среди мужчин 2013 прошёл в Суздале с 13 по 23 августа. Одновременно проводился чемпионат России среди женщин.

## Медалисты
Учитывая личный и командный зачёты
| Место | Страна              | Золото | Серебро | Бронза | Всего |
| ----- | ------------------- | ------ | ------- | ------ | ----- |
| 1     | Муродулло Амриллаев | 4      | 1       | 0      | 5     |
| 2     | Айнур Шайбаков      | 4      | 0       | 0      | 4     |
| 3     | Алексей Чижов       | 1      | 5       |        | 6     |
| 4     | Александр Георгиев  | 3      |         | 3      | 6     |
| 5-6   | Рахимзянов Рафис    | 0      | 3       | 0      | 3     |
| 5-6   | Филимонов Андрей    | 0      | 3       | 0      | 3     |
| 7     | Максим Мильшин      | 0      | 1       | 2      | 3     |

## Результаты
Золото — Айнур Шайбаков
 Серебро — Муродулло Амриллаев
 Бронза — Александр Георгиев

### Быстрая программа
Золото — Алексей Чижов
 Серебро — Максим Мильшин
 Бронза — Александр Георгиев

#### Командный зачёт
Золото — Башкортостан (Амриллаев Муродулло, Шайбаков Айнур,
Георгиев Александр)
 Серебро — Удмуртия (Чижов Алексей, Филимонов Андрей, Рахимзянов Рафис)
 Бронза — Тюменская область (Мильшины Владимир и Максим, Саранчин Александр)

### Молниеносная программа
Золото — Муродулло Амриллаев
 Серебро — Алексей Чижов
 Бронза — Александр Георгиев

#### Командный зачёт
Золото — Башкортостан (Амриллаев Муродулло, Шайбаков Айнур,
Георгиев Александр)
 Серебро — Удмуртия (Чижов Алексей, Филимонов Андрей, Рахимзянов Рафис)
 Бронза — Тверская область (Калмаков Андрей, Букин Николай, Бонадыков Сергей)